# Summer Cup 2012
Il Summer Cup 2012 è stato un torneo di tennis facente parte della categoria ITF Women's Circuit nell'ambito dell'ITF Women's Circuit 2012. Il torneo si è giocato a Mosca in Russia dal 14 al 20 maggio 2012 su campi in terra rossa e aveva un montepremi di $25,000.

## Vincitori

### Singolare
Margarita Gasparjan ha battuto in finale  Dar'ja Gavrilova con il punteggio di 4–6, 6–4, 7–6(2).

### Doppio
Valentina Ivachnenko /  Kateryna Kozlova hanno battuto in finale  Darya Lebesheva /  Julija Valetova con il punteggio di 6–1, 6–3.